# Colección Aventuras y Viajes (Gato Negro/Bruguera)
Colección Aventuras y Viajes es el nombre de dos colecciones de la editorial El Gato Negro, luego rebautizada como Bruguera.

## Primera colección (1925-1928)
Con este título, "El Gato Negro" recogió folletines por entregas de periodicidad semanal. Cada una de estas entregas se componía de 8 páginas con un formato de 22 x 16 cm., corriendo a cargo las portadas de Daniel Masgoumiery Pena "Niel" (1879-1942) en muchas ocasiones.
Los folletines se clasifican en series:
- Barbarroja;[1]
- Bill Navarro el Exterminador;[3]
- Cortacabezas;[1]
- `El Cosaco Enmascarado;[1]
- Infamia de hombre y llanto de mujer;[1]
- Sansón, Rey de los Mares - Grandiosas aventuras de un pirata de 19 años.[3]

## Segunda colección (1943-1947)
Durante la posguerra española, Bruguera publicó una colección de cuadernos de aventuras con este título, que alcanzó presumiblemente las 38 entregas. En su momento, supusieron un salto cualitativo dentro del cómic español, presentando historietas autoconclusivas de autores reconocidos como Francisco Darnís, Juan G. Iranzo, Jaime Juez y Salvador Mestres e innovadoras portadas, a un precio de 1,50 pesetas, superior al que entonces era habitual.
| Número   | Título                   | Autoría                      | Tipo                    | Publicación |
| -------- | ------------------------ | ---------------------------- | ----------------------- | ----------- |
| 4        | La ciudad del desierto   | G. Iranzo                    | Historieta autonclusiva | 1943        |
| 5        | La catarata de la muerte | G. Iranzo                    | Historieta autonclusiva | 1943        |
| 8, 9, 20 | Huracán y Polvorilla     | Antonio Ayné Arnau/G. Iranzo | Serie                   | 1943        |

A partir de 1945 contó con una "Serie fantástica", que presentaba aventuras de personajes autóctonos como El Fantasma, Filo Val o Zingar Dan y estadounidenses como Brick Brackford.